# World Team Challenge 2023
Il World Team Challenge 2023 si è svolto il 28 dicembre alla Veltins-Arena di Gelsenkirchen.
La competizione si articola in due fasi: una prima gara in mass start e una seconda gara di inseguimento, con distacchi dimezzati. 

## Novità
In seguito alle modifiche regolamentari riguardanti il fluoro, per la prima volta gli skiman delle squadre nazionali non hanno potuto preparare la sciolina, per evitare lunghi controlli. L'organizzazione ha fornito a tutti gli atleti degli sci preparati dei tecnici tedeschi, che hanno garantito una omogeneità delle prestazioni.

## Risultati
| Pos | Atleti                                           | Nazione   | Tempo (Pen)  |
| --- | ------------------------------------------------ | --------- | ------------ |
| 1   | Julia Simon / Fabien Claude                      | Francia   | 34:43,5 (+3) |
| 2   | Ingrid Landmark Tandrevold / Sturla Holm Lægreid | Norvegia  | +57,5 (+3)   |
| 3   | Polona Klemenčič / Jakov Fak                     | Slovenia  | +1:08,2 (+2) |
| 4   | Janina Hettich-Walz / Roman Rees                 | Germania  | +1:10,1 (+4) |
| 5   | Julija Džyma / Dmytro Pidručnyj                  | Ucraina   | +1:30,5 (+6) |
| 6   | Hanna Kebinger / Benedikt Doll                   | Germania  | +1:32,2 (+7) |
| 7   | Lotte Lie / Florent Claude                       | Belgio    | +1:37,3 (+4) |
| 8   | Markéta Davidová / Michal Krčmář                 | Rep. Ceca | +1:58,1 (+6) |
| 9   | Amy Baserga / Sebastian Stalder                  | Svizzera  | +1:59,1 (+5) |
| 10  | Lisa Hauser / Felix Leitner                      | Austria   | +2:24,5 (+7) |